# Radosław Romanik
Radosław Romanik (ur. 16 stycznia 1967 w Kamiennej Górze) – polski kolarz szosowy, mistrz Polski (2001), olimpijczyk z Aten (2004).

## Życiorys

### Kluby
Karierę sportową rozpoczął w klubie Górnik Wałbrzych. Następnymi zespołami w których jeździł były Victoria Rybnik (1994-1995), Zibi Casio Częstochowa (1996), Pekaes Zepter Irena (1997-1998), Sprandi Mat Jelcz Laskowice, Mat Ceresit, CCC-Mat, CCC Polsat, Hoop-CCC Polsat (łącznie 2000-2004), DHL - Author (2005-2010), Bank BGŻ Team (2011-)

### Mistrzostwa Polski
Był mistrzem Polski w wyścigu szosowym ze startu wspólnego (2001), wicemistrzem Polski w wyścigu górskim (1992 i 2009) i brązowym medalistą w wyścigu górskim (1997 i 2010).

### Pozostałe wyścigi
Był zwycięzcą Wyścigu Pasmem Gór Świętokrzyskich (1988), Karkonosze Tour (1993-1996 (cztery razy z rzędu), 2005, 2008) Małopolskiego Wyścigu Górskiego (2002), Wyścigu Szlakiem Walk Majora Hubala (2002), Wyścigu Solidarności i Olimpijczyków (2002), Pucharu Uzdrowisk Karpackich (2005), Wyścigu dookoła Słowacji (2006). W 2005 zwyciężył w klasyfikacji końcowej kolarskiej ProLigi. Sześciokrotnie zajął pierwsze miejsce w klasyfikacji generalnej Bałtyk-Karkonosze Tour (1993, 1994, 1995, 1996, 2001, 2005).
W Wyścigu Pokoju startował 9 razy, w tym w 2001 zajął trzecie miejsce w klasyfikacji końcowej i zwyciężył w klasyfikacji górskiej (pozostałe starty – 1992 – 17 m., 1995 – 10 m., 1996 – 11 m., 1998 – 13 m., 1999 – 38 m., 2000 – 51 m., 2002 – 16 m., 2004 – 15 m. W Tour de Pologne startował 13 razy (najlepsza pozycja 10 w 2000). W 2003 zajął 33. miejsce w klasyfikacji końcowej Giro d'Italia.
Startował w mistrzostwach świata w 1995 oraz 1999 i igrzyskach olimpijskich w Atenach (2004), ale we wszystkich startach nie ukończył wyścigu szosowego ze startu wspólnego.